# 光岡・バディ
バディ（Buddy）は、光岡自動車が市販車の5代目トヨタ・RAV4をベースに改造・販売していたクラシカルな外観を持ったクロスオーバーSUV型のパイクカーである。

## 概要
ベース車両は5代目トヨタ・RAV4であり、第2世代シボレー・K5ブレイザーをデザインモチーフにフロントバンパーを含むノーズ部分、およびリアバンパーカウル部分をハンドメイドで製作した。グリルやバンパーはABS樹脂、リアゲート外板はポリプロピレンによる成型品である。5代目RAV4の完成車両をトヨタ自動車高岡工場より輸送された後、ボディの内外装を分解し、1台1台職人の手作業によりカスタマイズする方法が採られている。外装は大幅に変化しているものの、安全装備や快適装備はトヨタ自動車が提供するサービス「T-Connect」が利用できないこと以外ベース車そのままで、オリジナルのロゴが取り付けられる。
エンジンはガソリン車には2.0L直列4気筒のM20A-FKSが搭載され、ハイブリッド車には2.5L直列4気筒のA25A-FXSが搭載される。シフトはガソリン車にはDirect Shift-CVTが用意され、ハイブリッド車には電気式無段変速機が用意される。ただし、ベース車のRAV4と異なり、プラグインハイブリッド（PHV）車は用意されない。
取り扱われるグレードは以下の通り。
| バディのグレード | 対応する RAV4のグレード |
| ---------------- | ----------------------- |
| 20ST             | X                       |
| 20DX             | G                       |
| 20LX             | G "Z package"           |
| HYBRID ST        | HYBRID X                |
| HYBRID DX        | HYBRID G                |

装備はそれぞれ対応するベース車のグレードに準拠する。このうち、「20ST」と「HYBRID ST」には4WDのほか、2WDも用意される。
もっとも、一連の光岡の車種としては史上初のクロスオーバーSUVとなる。さらに2022年には、愛知県で開催された「フィールドスタイルジャンボリー」に出展されたが、アウトドア系イベントへの参加は光岡にとって初めてのことであり、新しい需要への開拓をはじめたともいえる。
受注が好調であり、納期が長期化する見込みであることから、光岡自動車は2022年2月3日にトノックス、三菱ふそうバス製造の2社とバディの製造委託に関して基本合意した。この結果、専用生産ラインが独自に設けられ、年間生産台数は当初の150台から300台に拡大した。
光岡自動車は、同じ富山市に本社がある三菱ふそうバス製造にバディの製造を委託することで、地域活性化が図れるとしている。
公式サイトでは2024年9月4日をもって、全車完売したとアナウンスしている。

## デザイン
デザインは先の通り、K5ブレイザーをはじめとした1980年代のアメリカンSUVをモチーフとしている。光岡はかつて同じようにアメ車をモチーフとしたロックスターを発表していたが、従来の英国車風から一変してアメ車続きなのは「今まで挑戦したことのない新たなカテゴリーでクルマづくりに挑戦していこう」という姿勢のあらわれである旨を執行役員の渡辺稔は語った。しかしある関係者によれば、イメージの構想の過程については偶然であると述べている。
経緯としては企画していた当時、市場に増えたSUVはプレミアム一辺倒で、コンセプトとして定めた「自然体でサラリと乗りこなせる相棒」のように気軽に乗れるSUVを提案したいという想いから「アメリカンビンテージのSUV」にたどり着いたとのことである。車名自体も、これに由来する。
ベース車両にRAV4が選ばれたのは、その「カタチ」にあった。これまでにもSUVモデルの製品化を考えていたものの、それに適したデザインの車両が見つからなかったため、投入が遅れてしまった。RAV4は新型SUVの中でも直線基調のエクステリアとなっており、企画開発課課長でデザインを担当した青木孝憲もベース車には角ばった形状を意識していたという。また、個性的なデザインながらもRAV4をベースとしていることで安全性と耐久性が保証されているため、ベストセラー車ならではの良さを活かしているといえる。また、樹脂製部品が多いのは発表当時の最新モデル（新規開発車）をベースとしたカタログモデルに対して長いライフサイクルを考慮した上であり、なおかつオーダー数が非常に多かったことが理由である。
ホイールはオプションで選択可能であり、通常ではトヨタ純正のアルミロードホイールに17～19インチタイヤが装着される。これに対して光岡オリジナルの専用オプションは、ディーン製のクラシカルなクロスカントリーアルミホイールとBFグッドリッチの16インチオールテレインタイヤが用意される。

カラーバリエーションはベース車であるRAV4由来のものも含めて標準カラーのモノトーン、オプションカラーのモノトーンと2トーンカラーでそれぞれ6色が用意される。カラーネームも独自に命名され、「ノースカロライナブルー」や「トップガングレー」といった、80～90年代の映画やミュージックシーンを想わせるものになっている。

## 沿革

### 型式・XA5#型改（2020年- 2024年）

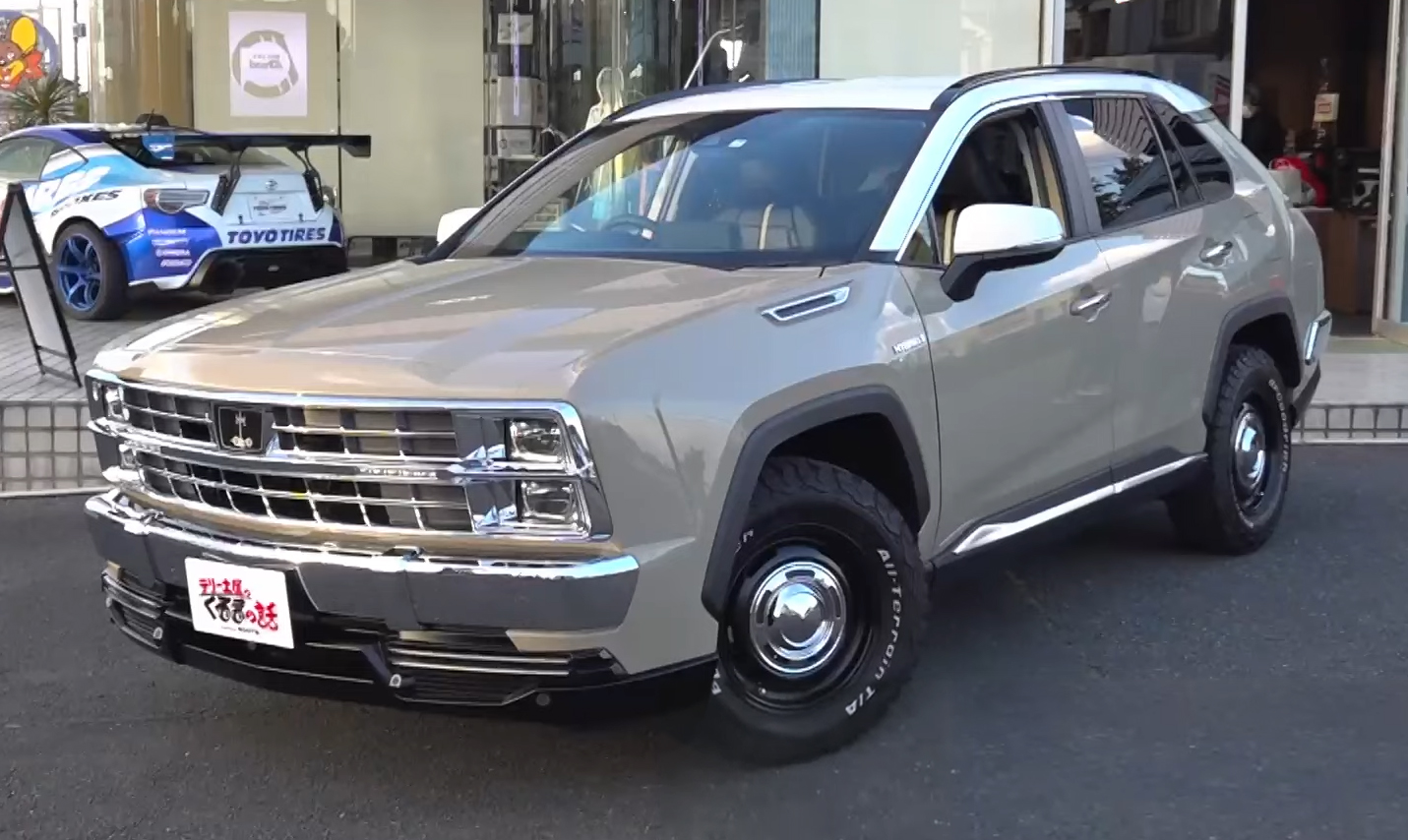
ハイブリッド仕様

- 2020年9月24日 - ティザーサイトを公開[11]。キャッチコピーは「Buddy さあ いこうぜ相棒」。
- 2020年10月29日 - デザインをティザーサイトにて初公開[12]。
- 2020年11月26日 - 公式発表（2021年6月24日発売[13][注 2]）[14]。同日より先行予約を開始。
- 2021年12月2日 - 一部改良[15]。アルミホイールの塗装色と意匠を変更。「20ST」と「HYBRID ST」にこれまでオプション設定だった「バックガイドモニター」を標準装備化し、全車にバックカメラが装備される。
- 2022年1月14日 - ディーラーオプションにアルパイン製大画面カーナビ「ビッグX」を採用した[16]。オープニング画面やチューニングデータは専用に設定される。ナビゲーションパッケージは3種類用意され、パッケージAはカーナビのみ、パッケージBはETC2.0付き、パッケージCはこれに2カメラドライブレコーダーが取り付けられる。
- 2022年10月7日 - 先進安全装置の機能を拡大し、デジタルインナーミラーに録画機能を追加。さらにディスプレイオーディオやマルチインフォメーションディスプレイの大型化、ETC2.0、フルセグ、通信型ナビを全車に標準装備した[17]。(ベース車であるトヨタ・RAV4の2022年10月4日の一部改良に準じた改良)
- 2022年11月末 - 累計受注台数1,000台を達成[18]。
- 2024年1月26日 - ブラックを基調にルーフをレッドにした専用ボディカラーを採用して精悍さを際立たせるとともに、レッドを取り入れた専用レザーシート＆トリムセットを装備し、専用ドアエンブレムも装着された特別仕様車「バディ MJ スタイル」の注文を20台限定(2WD 15台・4WD 5台限定)で開始[19]。